# Budućnost Podgorica (piłka ręczna)
ŽRK Budućnost T-Mobile (pełna nazwa: Ženski Rukometni Klub Budućnost T-Mobile), czarnogórski klub piłki ręcznej kobiet, powstały w 1949 r. z bazą w Podgoricy pod nazwą Budućnost Titograd. Budućnost występuje też w rozgrywkach Liga Regionalna.
W latach 2013–17 w klubie występowała reprezentantka Polski Kinga Achruk.

## Sukcesy
- Mistrzostwo Jugosławii:
  -  (14x) (1985, 1989, 1990, 1992, 1993, 1994, 1995, 1996, 1997, 1998, 1999, 2000, 2001, 2002)
- Puchar Jugosławii:
  -  (9x) (1984, 1989, 1995, 1996, 1997, 1998, 2000, 2001, 2002)
- Mistrzostwo Serbii i Czarnogóry:
  -  (4x) (2003, 2004, 2005, 2006)
- Puchar Serbii i Czarnogóry:
  -  (2x) (2005, 2006)
- Mistrzostwo Czarnogóry:
  -  (10x) (2007, 2008, 2009, 2010, 2011, 2012, 2013, 2014, 2015, 2016)
- Puchar Czarnogóry:
  -  (10x) (2007, 2008, 2009, 2010, 2011, 2012, 2013, 2014, 2015, 2016)
- Liga Regionalna:
  -  (5x) (2010, 2011, 2012, 2013, 2014)
  -  (1x) (2009)
- Puchar Zdobywców Pucharów:
  -  (3x) (1985, 2006, 2010)
- Puchar EHF:
  -  (1x) (1987)
- Liga Mistrzyń:
  -  (2x) (2012, 2015)
  -  (1x) (2014)

## Kadra

### Polki w klubie
| Imię i nazwisko | Lata gry  |
| --------------- | --------- |
| Monika Marzec   | 2003-2005 |
| Izabela Puchacz | 2003-2005 |
| Kinga Achruk    | 2013-2017 |

## Kadra 2015/16
- 2.  Radmila Miljanić
- 4.  Dijana Ujkić
- 8.  Cristina Neagu
- 9.  Djurdjina Jauković
- 10. Itana Cavlović
- 12. Ljubica Nenezić
- 14. Vanesa Agović
- 16. Ana Rajković
- 25. Djurdjina Malović
- 32. Katarina Bulatović
- 43. Marta Žderić
- 66. Ema Ramusović
- 72. Dragana Cvijić
- 77. Majda Mehmedović
- 88. Biljana Pavićević
- 89. Kinga Achruk
- 90. Milena Raičević
- 92. Suzana Lazović